# Harley Granville-Barker
Harley Granville-Barker (25 de noviembre de 1877 – 31 de agosto de 1946) fue un actor, director y productor teatral, crítico y dramaturgo británico.

## Biografía
Nacido en Londres, Harley Granville Barker hizo su primera actuación teatral a los 14 años de edad. En 1899 interpretó el papel principal de Ricardo II, bajo la dirección de William Poel, fundador de la Elizabethan Stage Society. En 1900 fue miembro destacado de la Stage Society, gracias a lo cual tuvo relación con George Bernard Shaw, William Archer, Elizabeth Robins, y William Poel, entre otros. Su primera obra, The Marrying of Ann Leete, fue producida por la Stage Society en 1900.
Tras el éxito con la Stage Society, Granville Barker se centró en sus propias producciones, y con J.E. Vedrenne alquiló el Royal Court Theatre de Londres. En este local dirigió tres temporadas de teatro de repertorio. Entre los trabajos que produjo había obras de Shaw, Henrik Ibsen, Maurice Maeterlinck, u nuevas adaptaciones de Eurípides. En los años 1904-07, Barker también produjo, dirigió y actuó en diez de las obras de Bernard Shaw en el Royal Court, confirmando la reputación de Shaw como uno de los principales dramaturgos de la era moderna. En algunos casos, el gran éxito de las representaciones fue debido en parte a las actuaciones de Barker (por ejemplo, como Cusins en Major Barbara y Tanner en Man and Superman).
Durante sus años en Londres, Granville Barker conoció a su primera mujer, la actriz Lillah McCarthy. Durante la siguiente década, ambos producirían y actuarían en numerosas representaciones. En 1910, la ayudó en su actuación como Yocasta en la versión de Max Reinhardt de Edipo en el Royal Opera House.
Sus producciones de las obras de William Shakespeare en el Teatro Savoy en 1912 y 1914 tuvieron una gran repercusión. En 1912 dirigió Cuento de invierno y Noche de reyes, y en 1914 El sueño de una noche de verano. Granville Barker rechazó trabajar con grandes estrellas para concentrarse en la gran calidad de todo el reparto. Dirigía a los actores para que aprendieran los textos de Shakespeare con rapidez, y usaba principalmente telones para crear los escenarios, acortando de ese modo la duración de las representaciones. Además, prefería escenarios con patrones simbólicos antes que decorados elaborados e históricamente exactos, y extendió el escenario a fin de que los actores pudieran conectar mejor con el público. Con todas esas innovaciones Barker buscaba capturar e "espíritu" de las obras de Shakespeare.
Como dramaturgo, Granville Barker experimentó con la forma, y demostró ser un escritor extremadamente dotado para el diálogo y arquitecto de ideas. Sus piezas más conocidas son The Voysey Inheritance (1905) (posteriormente adaptada por David Mamet), Waste (1906) y The Madras House (1909). Todas sus obras han sido representadas en el Shaw Festival de Canadá, y ha influido con fuerza en el trabajo del director Sam Walters en el Orange Tree Theatre de Richmond upon Thames.  
Al final de su carrera, tras casarse por segunda vez, Barker rompió con muchas de sus viejas amistades del teatro, incluyendo a Shaw, y se asentó en París. En esos años publicó volúmenes de crítica, sus Prefaces to Shakespeare, y traducciones de teatro español.
Falleció en París en 1946.